# Lindevad säteri
Lindevad säteri, tidigare Linnevad eller Hunnevad, är ett säteri beläget i Allhelgona socken utanför Skänninge i Östergötland. Manbyggnaden har anor från 1600-talet.

## Historik
Linevad är ett säteri i Allhelgona socken utanför Skänninge. Gården hete i äldre tid Hunnevad. År 1330 såldes 1⁄3 i Hunnevad av Ulf Magnusson till borgaren Birger Magnusson i Skänninge för 150 mark. Hården låg senare under Skänninge kloster och senare kronan. Den köptes till viss del av Stuart och 1630 av Magnus Gripensköld. Gården blev senare ett säteri och tillhörde då Gripenskölds arvingar.
Gården ägdes av Erik Lindschöld, som ändrade namnet från Hunnevad till Lindevad när han blev greve till säteriet 1687 och ägde det till sin död 1690. Ätten Åkerhielm ägde gården när den 1792 köptes av Carl Sigismund von Walden. År 1799 köptes den av Johan Gustaf Sparrschiöld. Från mitten av 1800-talet tillhörde gården släkten Kugelberg fram tills kapten Samuel Littorin tog gården på arrende 1911. År 1925 köpte Samuel Littorin gården av sina föräldrar. Han byggde upp en förnämlig besättning av låglandsras och en mängd avelstjurar härstammar från Lindevads besättning. År 1942 drabbades gårdens ekonomibyggnader av en förödande brand och avelsbesättningen såldes till Weibulls AB. Samuel Littorin förvärvade granngården Orås, som redan Lindsköld en gång ägt. År 1947 överlät Samuel Littorin Lindevad säteri till sin yngste son Sven. År 1951 flyttade Greta och Samuel Littorin till Orås, och Lillemor och Sven Littorin flyttade in i mangårdsbyggnaden på Lindevad. Sven Littorin blev med tiden heltidspolitiker inom Centern. År 1982 förvärvade civilekonom Matz Carnrot Orås och civilekonom Sverker Littorin övertog Lindevad från sina föräldrar 1981. Sverker Littorin sålde Lindevad 1991 till generalkonsul Per Edholm i Lausanne.
I början på 1950-talet blev Lindevad säteri en av de största svinproducenterna i Sverige med över hundra suggor. Den 13-14 maj 2011 hölls VM i plöjning vid gården. Gården räknas som K34, som av regionalt kulturintresse.

## Personer
Exempel på personer som vuxit upp på gården:
- Sven Littorin[3]
- Sven Otto Littorin (tidigare arbetsmarknadsminister)
- Sverker Littorin